# 蒲阳街道
蒲阳街道，原为蒲阳镇，是中华人民共和国四川省成都市都江堰市下辖的一个乡镇级行政单位。2019年12月，撤销向峨乡、蒲阳镇，设立蒲阳街道，以原向峨乡和原蒲阳镇所属行政区域为蒲阳街道的行政区域，蒲阳街道办事处驻上阳街319号。

## 行政区划
蒲阳街道下辖以下地区：
和平社区、会元桥社区、栏厢社区村、南溪社区村、旗松社区村、同义社区村、凉水社区村、长河社区村、银杏社区村、互助社区村、双柏社区村、花溪社区村、建设社区村、金凤社区村、蟠龙社区村和团结社区村。